# Конгрес Німецького шахового союзу
Німецький шаховий союз нім. Deutschen Schachbund (DSB) засновано в Лецпцизі 18 липня 1877. Коли відбувся наступний конгрес в Schützenhaus 15 липня 1879 року, 62 клуби стали членами шахової федерації. Рудольф фон Готтшаль став головою та Герман Цванцігер генеральним секретарем. Дванадцять гравців взяли участь у турнірі майстрів у Лецпцизі 1879 року.

## Турнір майстрів
| №  | рік  | місто         | Переможець |
| -- | ---- | ------------- | --- |
| 1  | 1879 | Лейпциг       | Бертольд Englisch (Австро-Угорщина)/ Чеська Сілезія |
| 2  | 1881 | Берлін        | Джозеф Генрі Блекберн (Велика Британія)/ Англія |
| 3  | 1883 | Нюрнберг      | Шимон Вінавер (Російська імперія)/ Польща |
| 4  | 1885 | Гамбург       | Ісидор Ґунсберґ (Велика Британія)/ Угорщина |
| 5  | 1887 | Frankfurt     | Джордж Генрі Макензі (Сполучені Штати)/ Шотландія |
| 6  | 1889 | Бреславль     | Зіґберт Тарраш (Німецька імперія) Прусська Сілезія |
| 7  | 1892 | Дрезден       | Зіґберт Тарраш (Німецька імперія) Прусська Сілезія |
| 8  | 1893 | Кіль          | Карл Ауґуст Вальбродт (Німецька імперія)/ Нідерланди Курт фон Барделебен (Німецька імперія) Бранденбург                                                  |
| 9  | 1894 | Лейпциг       | Зіґберт Тарраш (Німецька імперія) Прусська Сілезія |
| 10 | 1896 | Айзенах       | Роберт Генрі Барнс (Нова Зеландія)/ Англія |
| 11 | 1898 | Кельн         | Амос Берн (Велика Британія)/ Англія |
| 12 | 1900 | Мюнхен        | Ґеза Мароці (Австро-Угорщина)/ Угорщина Гаррі Нельсон Пільсбері (США)/ Массачусетс Карл Шлехтер (Австро-Угорщина)/ Австрія                               |
| 13 | 1902 | Ганновер      | Давид Яновський (Франція)/ Польща |
| 14 | 1904 | Кобург        | Курт фон Барделебен (Німецька імперія) Бранденбург Карл Шлехтер (Австро-Угорщина)/ Австрія Рудольф Свідерський (Німецька імперія) Саксонське королівство |
| 15 | 1906 | Нюрнберг      | Френк Маршалл (США)/ Нью-Йорк (штат) |
| 16 | 1908 | Дюссельдорф   | Френк Маршалл (США)/ Нью-Йорк (штат) |
| 17 | 1910 | Гамбург       | Карл Шлехтер (Австро-Угорщина)/ Австрія |
| 18 | 1912 | Вроцлав       | Акіба Рубінштейн (Російська імперія)/ Польща Олдржих Дурас (Австро-Угорщина) Богемія                                                                     |
| 19 | 1914 | Мангайм       | Олександр Алехін (Російська імперія)/ Росія |
| 20 | 1920 | Берлін        | Фрідріх Земіш (Німеччина) Бранденбург |
| 21 | 1921 | Гамбург       | Ерхардт Пост (Німеччина) Бранденбург |
| 22 | 1922 | Бад-Ейнгаузен | Ерхардт Пост (Німеччина) Бранденбург |
| 23 | 1923 | Франкфурт     | Ернст Ґрюнфельд (Австрія) Нижня Австрія |
| 24 | 1925 | Бреславль     | Юхим Боголюбов (СРСР)/ Україна |
| 25 | 1927 | Магдебург     | Рудольф Шпільман (Австрія) Нижня Австрія |
| 26 | 1929 | Дуйсбург      | Карл Ауес (Німеччина) Нижня Саксонія |
| 27 | 1931 | Свінемюнде    | Юхим Боголюбов (Німеччина)/ Україна Людвіг Родль (Німеччина) Баварія                                                                                     |
| 28 | 1932 | Бад-Емс       | Георг Кенінгер (Німеччина) Баварія |